# Stade d'O Couto
 (juin 2016).
Si vous disposez d'ouvrages ou d'articles de référence ou si vous connaissez des sites web de qualité traitant du thème abordé ici, merci de compléter l'article en donnant les références utiles à sa vérifiabilité et en les liant à la section « Notes et références ».
Le stade d'O Couto (en galicien, Estadio do Couto) est un stade de football situé dans le quartier d'O Couto de la ville d'Orense (province d'Ourense, Espagne).
Le stade est propriété de la Xunta de Galicia et du CD Ourense. À la suite de la disparition de ce club en 2014, c'est l'Unión Deportiva Ourense et l'Ourense CF qui jouent leurs matches sur ce terrain.
Le stade a été inauguré le 6 novembre 1949 et peut accueillir 5 600 spectateurs.

## Événements
- 28 septembre 1972 : Inauguration de l'éclairage avec un match amical entre le CD Ourense et le Real Saragosse alors entraîné par Luis Cid "Carriega".
- 20 octobre 1973 : Le FC Barcelone de Johan Cruyff joue un match amical dans le cadre du transfert de Manuel Tomé au Barça.
- 8 novembre 1981 : L'équipe d'Espagne des moins de 21 ans joue face à son homologue des Pays-Bas (victoire 2 à 1).